# 1996 en Alberta
Chronologie de l'Alberta
- 1992
- 1993
- 1994
- 1995
- 1996
- 1997
- 1998
- 1999
- 2000

Cette page concerne des événements qui se sont produits durant l'année 1996 dans la province canadienne de l'Alberta.

## Politique
- Premier ministre :  Ralph Klein du parti Progressiste-conservateur
- Chef de l'Opposition :
- Lieutenant-gouverneur :  Gordon Towers (en) puis Bud Olson.
- Législature :

## Événements
- l'Université de Lethbridge ouvre deux nouveaux campus, un à Calgary et l'autre à Edmonton.

## Naissances
- 28 janvier : Reid Duke (né à Calgary), joueur professionnel canadien de hockey sur glace[1].
- 7 février : Conner Bleackley (né à High River), joueur professionnel canadien de hockey sur glace.
- 9 février : Darcy Sharpe, né à Calgary, snowboardeur canadien.
- 13 mars : Brayden Point (né à Calgary), joueur professionnel canadien de hockey sur glace[2]. Il évolue au poste d'attaquant[3].
- 16 avril : John Quenneville (né à Edmonton), joueur professionnel canadien de hockey sur glace.
- 1 mai : William Andrew Michael Junior Nylander Altelius (né à Calgary), joueur professionnel suédois de hockey sur glace[4]. Il évolue au poste d'attaquant[5]. Il est le fils du joueur Michael Nylander et le frère d'Alexander Nylander.
- 17 octobre : Jake DeBrusk (né à Edmonton), joueur professionnel canadien de hockey sur glace.
- 19 novembre en sport : Alexander "Alec" Cowan, né à Calgary, coureur cycliste canadien, membre de l'équipe Wildlife Generation.
- 3 décembre : Stephanie Roorda (née à Calgary), coureuse cycliste canadienne. Elle est vice-championne du monde de poursuite par équipes en 2014.

## Décès
- 19 février : Ernest Manning, premier ministre de l'Alberta.